# 201V busz (Budapest)
A budapesti 201V jelzésű autóbusz a Népliget és a Közvágóhíd között közlekedett. A járatot a Budapesti Közlekedési Zrt. üzemeltette.

## Története
2014. január 24-én megkezdődött az 1-es villamos közvágóhídi végállomásának átépítése, a villamos rövidített útvonalon, csak a Mester utcáig járt, a Közvágóhíd és Ferencváros vasútállomás között 201V jelzéssel pótlóbusz indult Ikarus 260-as autóbuszokkal.
Április 1-jén tovább rövidült a villamos, már csak a Vajda Péter utcáig járt, pótlására a 201V buszt meghosszabbították a Vajda Péter utcáig. A vonalon már csuklós buszok jártak. Április 11-étől a villamos a Népligetig járt, a 201V busz ekkortól a Közvágóhíd és a Népliget között közlekedett.
Június 9-én a 201V busz megszűnt, helyette a 103-as busz közlekedett a Kelenföld vasútállomás és az Árpád híd, metróállomás között a Hungária körgyűrűn keresztül.

## Útvonala
| Közvágóhíd felé                                                                         | Népliget felé |
| --------------------------------------------------------------------------------------- | --- |
| Népliget M vá. – Könyves Kálmán körút – Gubacsi út – Kvassay Jenő út – Közvágóhíd H vá. | Közvágóhíd H vá. – Kvassay Jenő út – Soroksári út – Vágóhíd utca – Mester utca – Könyves Kálmán körút – Népliget M vá. |

## Megállóhelyei
| 201V (Ferencváros vasútállomás – Közvágóhíd H) | 201V (Ferencváros vasútállomás – Közvágóhíd H) | 201V (Ferencváros vasútállomás – Közvágóhíd H) | 201V (Ferencváros vasútállomás – Közvágóhíd H) | 201V (Ferencváros vasútállomás – Közvágóhíd H) | 201V (Ferencváros vasútállomás – Közvágóhíd H) | 201V (Ferencváros vasútállomás – Közvágóhíd H) | 201V (Ferencváros vasútállomás – Közvágóhíd H) |
| 201V (Népliget M – Közvágóhíd H)               | 201V (Népliget M – Közvágóhíd H)               | 201V (Népliget M – Közvágóhíd H)               | 201V (Népliget M – Közvágóhíd H)               | 201V (Népliget M – Közvágóhíd H)               | 201V (Népliget M – Közvágóhíd H)               | 201V (Népliget M – Közvágóhíd H)               | 201V (Népliget M – Közvágóhíd H)               |
| Perc (↓)                                       | Perc (↓)                                       | Megállóhely                                    | Perc (↑)                                       | Perc (↑)                                       | Átszállási kapcsolatok                         | Átszállási kapcsolatok                         |                                                |
|                                                |                                                | Megállóhely                                    |                                                |                                                | a járat indításakor                            | a járat megszűnésekor                          |                                                |
| ---------------------------------------------- | ---------------------------------------------- | ---------------------------------------------- | ---------------------------------------------- | ---------------------------------------------- | ---------------------------------------------- | ---------------------------------------------- | ---------------------------------------------- |
| ∫                                              | 0                                              | Népliget M végállomás                          | ∫                                              | 8                                              | Nem érintette                                  | 103, 254E 1 Helyközi buszok Távolsági járatok  |                                                |
| ∫                                              | 2                                              | Albert Flórián út                              | ∫                                              | 6                                              | Nem érintette                                  | 103, 281                                       |                                                |
| 0                                              | 4                                              | Ferencváros vasútállomás végállomás            | 7                                              | 5                                              | Ferencváros 103, 281 1, 51A                    | Ferencváros 103, 281                           |                                                |
| 2                                              | 6                                              | Mester utca / Könyves Kálmán körút             | 5                                              | 3                                              | 103, 281 1, 51, 51A                            | 103, 281 51                                    |                                                |
| ∫                                              | ∫                                              | Millenniumi Kulturális Központ                 | 2                                              | ∫                                              | 23, 54, 55 2, 24                               | Nem érintette                                  |                                                |
| ∫                                              | ∫                                              | Közvágóhíd H                                   | 1                                              | 1                                              | 23, 23E, 54, 55, 103, 179 2, 24                | 23, 23E, 54, 55, 103, 179 2, 24                |                                                |
| 4                                              | 8                                              | Közvágóhíd H végállomás                        | 0                                              | 0                                              | 23, 23E, 54, 55, 103, 179 2, 24                | 23, 23E, 54, 55, 103, 179 2, 24                |                                                |